# Giuseppe Santhià
Giuseppe Santhià (Cavaglià, 19 gennaio 1886 – 18 febbraio 1978) è stato un ciclista su strada italiano.
Professionista dal 1909 al 1923, ottenne il principale successo al Giro del Piemonte del 1914, vinto dopo una fuga solitaria di 53 km. Partecipò nove volte al Giro d'Italia, vincendo tre tappe.

## Palmarès
- 1911 (Fiat, una vittoria)

6ª tappa Giro d'Italia (Torino > Milano)
- 1912 (Bianchi, una vittoria)

La Spezia-Salsomaggiore-La Spezia
- 1913 (Peugeot, due vittorie)

1ª tappa Giro d'Italia (Milano > Genova)
3ª tappa Giro d'Italia (Siena > Roma)
- 1914 (Ganna, una vittoria)

Giro del Piemonte

## Piazzamenti

### Grandi Giri
- Giro d'Italia

1911: 4º
1912: ritirato
1913: ritirato
1919: ritirato
1921: 15º
- Tour de France

1914: ritirato (4ª tappa)
1922: 17º
1923: ritirato (7ª tappa)

### Classiche monumento
- Milano-Sanremo

1909: 35º
1912: 18º
1914: 5º